# Musculus scapopedicellaris medialis
Musculus scapopedicellaris medialis, musculus scapo-pedicularis II, mięsięń 7, mięsień 0an7 (ang. median scapo-pedicellar muscle, depressor of the antennal flagellum) – mięsień wchodzący w skład głowy owadów.
Jeden z mięśni czułkowych. Ogólnie swój początek bierze na środkowej (ang. mesal) lub grzbietowo-środkowej części ściany trzonka (scpaus), a jego koniec przyczepiony jest do bocznej lub grzbietowo-bocznej ściany nóżki (pedicellus).
U błonkówek wychodzi z przednio-bocznej części trzonka i przyczepia się do środkowo do proksymalnej części nóżki.
U górczyków mięsień ten ma swój początek na środkowej części podstawy trzonka a koniec w tylnej części nasady nóżki.